# Третій табір
Тре́тій та́бір, також відомий як соціалі́зм тре́тього та́бору або троцькі́зм тре́тього та́бору, — це гілка соціалізму, яка має на меті протистояти як капіталізму, так і сталінізму, підтримуючи організований робітничий клас як «третій табір».
Термін виник на початку Другої світової війни та стосується ідеї двох «імперіалістичних таборів», які змагаються за панування у світі: один очолюваний Великою Британією і Францією та підтримуваний Сполученими Штатами, а інший очолюваний нацистською Німеччиною та Японією та підтримуваний фашистською Італією. 

## Походження терміна
Починаючи з 1930-х років і пізніше, Лев Троцький та його американський прибічник Джеймс П. Кеннон описували Радянський Союз як «вироджену робітничу державу », революційні здобутки якої слід захищати від імперіалістичної агресії, наперекір появі гангстерського правлячого прошарку партійної бюрократії. Захищаючи Жовтневу революцію від зовнішньої агресії, Троцький, Кеннон та їхні послідовники водночас закликали до антибюрократичної політичної революції проти сталінізму, яку має провести сам радянський робітничий клас.
Дисиденти в троцькістській Соціалістичній робітничій партії, свідки співпраці Йосипа Сталіна та Адольфа Гітлера у вторгненні й поділі Польщі та радянському вторгненні в балтійські країни , стверджували, що СРСР фактично виник як нова суспільна формація, що була ані капіталістичною, ані соціалістичною. Прихильники цього погляду, який найбільш явно підтримував Макс Шахтман і відбивали у своїх працях Джеймс Бернем та Бруно Ріцці, стверджували, що радянський бюрократично-колективістський режим фактично ввійшов до одного з двох великих імперіалістичних «таборів», котрі прагнуть вести війну з метою розділити світ. Перший з імперіалістичних таборів, до якого Сталін і Радянський Союз нібито приєдналися як безпосередні союзники, очолював нацистську Німеччину і включав насамперед фашистську Італію. У цьому первинному аналізі «другий імперіалістичний табір» очолювали Англія та Франція, активно підтримувані Сполученими Штатами.
Шахтман та його однодумці виступали за створення широкого «третього табору» для об'єднання робітників і колоніальних народів світу в революційній боротьбі проти імперіалізму німецько-радянсько-італійського та англо-американсько-французького блоків. Шахтман дійшов висновку, що радянська політика була політикою імперіалізму і що найкращим результатом для міжнародного робітничого класу була б поразка Радянського Союзу під час його військових вторгнень. Троцький навпаки стверджував, що поразка Радянського Союзу зміцнить капіталізм і зменшить можливості політичної революції.
З падінням фашизму в Другій світовій війні та появою контрольованих Радянським Союзом урядів у Центральній і Східній Європі концепція «трьох таборів» була змінена. Провідним імперіалістичним табором вважався табір провідних капіталістичних держав (Сполучені Штати, Велика Британія та Франція), а Радянський Союз був віднесений до другого імперіалістичного табору.
З часом агресивні заклики Шахтмана до перемоги над експансіонізмом офіційних комуністичних націй (другий табір) перейшли вправо на підтримку капіталістичних націй (перший табір). Така позиція змусила ортодоксальні троцькістські групи оголосити її реакційною. Одначе деякі прихильники аналізу трьох таборів розійшлися з Шахтманом і продовжили розвивати свій аналіз мінливої світової ситуації.

## Організаційна підтримка
Конгресова соціалістична партія Індії також зайняла позицію третього табору з гаслом «Ми не хочемо правління Лондона чи Берліна; ні правління Парижа чи Риму; ні правління Токіо чи Москви» (вересень 1939 р.).
Позицію третього табору сьогодні займають групи «Свобода робітників», «Нью політікс»  та деякі члени марксистської організації «Солідарність» у Сполучених Штатах, а також деякі члени Демократичних соціалістів Америки та Соціалістичної партії США.

## Інші використання терміна
Рух Робітничої комуністичної партії Ірану та її лідерів, таких як Гамід Такваї та Мар'ям Намазі, разом із групами, що включать Ліву робітничу комуністичну партію Іраку, закликають створити «третій табір» проти американського мілітаризму та ісламського тероризму. Однак це не пов’язано з троцькістською теорією третього табору[джерело?] оскільки жодна організація не має троцькістського походження.

## Подальше читання
- Johnson, Alan (1999). "Neither Washington Nor Moscow": The Third Camp as History And a Living Legacy. New Politics. 7 (3): 135—165. ISSN 0028-6494.
- Kelly, John (2018). Contemporary Trotskyism: Parties, Sects and Social Movements in Britain. Routledge. с. 26, 41, 85—90, 101, 226, 230, 236. ISBN 978-1-138-94379-7. LCCN 2017052868.